# Ángel de Andrés Miquel
Ángel de Andrés Miquel (Madrid, 25 de maig de 1918-Ib., 6 d'agost de 2006) va ser un empresari teatral i actor espanyol. Oncle del també actor Ángel de Andrés López (1951-2016).

## Biografia
Nascut al barri castís de Chamberí, va destacar en tots els gèneres interpretatius, encara que potser se li recorda més pels seus papers còmics, tant en teatre com en cinema, revista i televisió. En 1940 va entrar a formar part de la companyia teatral de Rafael L. Somoza després d'haver estat de gira amb Pepe Isbert en 1939 i després d'haver debutat abans en 1938 teatralment amb el director Salvador Videgain García. Posteriorment va passar a la Companyia Nacional María Guerrero on estrena Dulcinea, i d'aquí, de nou al teatre còmic, aquesta vegada amb Isabel Garcés al costat de la qual estrena, entre d'altres, Tú y yo somos tres (1945) d'Enrique Jardiel Poncela, Tánger (1945), de Joaquín Calvo Sotelo, Arsénico y encaje antiguo (1945) de Joseph Kesselring, i Diario íntimo de la tía Angélica (1946), de José María Pemán. Finalment formaria la seva pròpia companyia teatral junt a Antonio Casal triomfant amb A lo loco de José Padilla, Las cuatro copas, ¡Vengan líos! i Los 4 besos. Va triomfar tant en el gènere de la comèdia, el drama i la revista musical. Precisament en aquesta van ser alguns dels seus últims treballs: Las castigadoras, Las corsarias, Qué cuadro el de esquina a Velázquez o la reposició de Las Leandras.
En el teatre va ser un dels grans de les dècades de 1950-1970, va actuar en el Circ Price de Madrid i va executar alguns dels seus majors èxits sempre al costat de grans professionals de les taules.
En cinema, va arribar a intervenir en més de 100 pel·lícules, des de Fin de curso (1943) fins a Esquilache (1989). Especialment recordades són les seves actuacions a La fe (1947), Historias de la radio (1955) o 091, Policía al habla (1962) de José María Forqué.
Va ser també un dels pioners de la ràdio i en Televisió Espanyola, actuant fins i tot en les emissions de prova, recordant-se programes com Los lunes con Ángel o Sonría, por favor. Un dels seus últims treballs en el mitjà va ser la sèrie Celia, amb direcció de José Luis Borau. A més va ser amic personal de polítics com Adolfo Suárez González i José María Álvarez del Manzano.

## Filmografia
- Fin de curso (1943)
- La pródiga (1946)
- Senda ignorada (1946)
- Confidencia (1947)
- La fe (1947)
- Jalisco canta en Sevilla (1948)
- La calle sin sol (1948)
- Don Quijote de la Mancha (1948)
- ¡Fuego! (1949)
- Currito de la Cruz (1949)
- Tres ladrones en la casa (1950)
- Tercio de quites (1951)
- Fantasía española (1953)
- Historias de la radio (1955)
- Manolo, guardia urbano (1956)
- Un abrigo a cuadros (1957)
- El hincha (1958)
- Pasa la tuna (1960)
- 091. Policía al habla (1960)
- Las estrellas (1962)
- El secreto de Tomy (1963)
- La pandilla de los once (1963)
- La batalla del domingo (1963)
- Tú y yo somos tres (1964)
- Fin de semana (1964)
- Mi canción es para ti (1965)
- Es mi hombre (1966)
- El padre Manolo (1966)
- Aquí mando yo (1967)
- La mujer de otro (1967)
- El marino de los puños de oro (1968)
- De picos pardos a la ciudad (1969)
- ¡Se armó el belén! (1969)
- Dulcinea del Toboso (1970)
- Don Erre que erre (1970)
- Con ella llegó el amor (1970)
- Secuestro a la española (1972)
- Casa Flora (1973)
- No quiero perder la honra (1975)
- Brujas mágicas (1981)
- Cristóbal Colón, de oficio... descubridor (1982)
- Las autonosuyas (1983)
- Juana la loca... de vez en cuando (1983)
- El Cid cabreador (1983)
- Esquilache (1989)

## Trajectòria a TV
- Hogar, dulce hogar (1959)
- Gran parada (1960-1963)
- Cita con el humor (1963)
- Los lunes con Ángel (1964-1965)
- Sonría, por favor (1964-1965)
- Musical 14'05 (1965-1966)
- La casa de los Martínez (1971)
- Los maniáticos (1974)
- Antología de la Zarzuela (1980)
- Las pícaras (1983)
- La comedia musical española (1985)
- La voz humana (1988)
- La forja de un rebelde (1990)
- Eva y Adán, agencia matrimonial (1990)
- Celia (1992)
- Tío Willy (serie de TV) un episodi (1998)

## Premis
Posseïa entre altres:
- Gran creu de l'Orde Civil de la Beneficència (1976)
- Cavaller de l'orde d'Isabel la Catòlica en 1961[4]
- Medalla al Mèrit en el Treball
- Medalla d'Or al Mèrit en les Belles Arts